# Дельта Павлина
Дельта Павлина (δ Pav / δ Pavonis) — звезда в 19,9 св. года от Земли в созвездии Павлина.

## Наблюдения
Она является либо карликовой звездой либо субгигантом спектрального класса G7 V—IV, что подразумевает завершение процесса горения водорода в ядре звезды и переход на стадию красного гиганта. Дельта Павлина немного ярче Солнца, а также немного холоднее. Возраст звезды 5-7 млрд лет и её светимость увеличилась на 60 % после того как она покинула главную последовательность (то же ждёт и наше Солнце). Галактическая орбита, по которой движется Дельта Павлина, очень похожа на солнечную. В настоящее время не обнаружено планет вокруг звезды.
Спектроскопические исследования показывают, что она имеет гораздо более высокую металличность, чем Солнце: соотношения железа и водорода для Дельта Павлина составляет около
{\displaystyle {\begin{smallmatrix}\left[{\frac {Fe}{H}}\right]\ =\ 0.38\end{smallmatrix}}},
что указывает на значение металличности 240 % от солнечной. Такое высокое значение металличности даёт надежду на существование планет вокруг звезды.

## Планетная система
Использование комбинации данных космической миссии Hipparcos со специальной наземной астрометрической программой USNO URAT-Bright, предназначенной для дополнения и проверки результатов космической миссии Gaia для самых ярких звёзд на юге, позволяет предполагать, что у Дельты Павлина есть долгопериодическая экзопланета, похожая на Юпитер. Возмущение тангенциальной скорости звезды, сказавшееся на изменении координат за временную разницу между данными миссий Hipparcos и Gaia в 22—26 лет, составляет 17,4—13,2 метров в секунду.

## SETI
Мегги Тарнбулл и Джилл Тартер из института SETI в своём обзоре отметили Дельту Павлина как ближайшую звезду аналог Солнца, не входящую в двойную или кратную систему и, соответственно весьма подходящую в рамках программы SETI. Также она вошла в список 10 главных целей для программы «Детектор планет земного типа».

## Ближайшее окружение звезды
Следующие звёздные системы находятся на расстоянии в пределах 10 световых лет от системы δ Павлина:
| Звезда        | Спектральный класс | Расстояние, св. лет |
| L 119-44      | M V                | 5,8                 |
| L 205-128     | M3.5-5 V           | 6,4                 |
| CD-45 13677   | M0 V               | 7,3                 |
| Глизе 832     | M1,5 V             | 7,4                 |
| HIP 82725     | ?                  | 7,5                 |
| L 347-14      | M4,5 V             | 7,7                 |
| ε Индейца     | K3-5 Ve            | 9,2                 |
| β Южной Гидры | G2 IV              | 9,3                 |
| Глизе 674     | M2,5-3 V           | 9,9                 |
| CD-44 11909   | M3,5-5 V           | 10,0                |